# Orden del Elefante

Collar de la Orden del Elefante.

La Orden del Elefante (en danés: Elefantordenen) es una orden de caballería danesa, la más alta distinción del Reino de Dinamarca. Tiene orígenes en el siglo XV, pero existe oficialmente desde 1693, y desde el establecimiento de la monarquía constitucional en 1849, ahora se usa casi exclusivamente para honrar a la realeza y los jefes de Estado.

## Historia
Una cofradía religiosa danesa llamada la Comunidad de la Madre de Dios, limitada a unos cincuenta miembros de la aristocracia danesa, fue fundada durante el reinado de Cristian I durante el siglo XV. La insignia de la cofradía mostraba a la Virgen María sosteniendo a su Hijo dentro de una luna creciente y rodeada con los rayos del sol, y estaba colgada de un collar de eslabones en forma de elefantes, como el collar actual de la Orden. Después de la Reforma en 1536, la cofradía se extinguió, pero Federico II le otorgó una insignia en forma de elefante con su perfil en el lado derecho. Esta última insignia puede haber sido inspirada por la insignia de oficio del capellán de la cofradía, que se sabe que tenía la forma de un elefante. La orden fue instituida en su forma actual el 1 de diciembre de 1693 por el Rey Cristian V al tener solo una clase que constaba de solo 30 caballeros nobles además del Gran Maestro (es decir, el rey) y sus hijos. Los estatutos de la orden fueron enmendados en 1958 por una ordenanza real para que hombres y mujeres pudieran ser miembros de la orden.
El diseño del elefante y el castillo se deriva de un elefante que lleva un howdah.

## Destino
La orden es usada por los miembros de la familia real danesa. También es concedida a jefes de Estado extranjeros. En circunstancias muy excepcionales, puede ser concedida a personas que no sean dignatarios. La última persona en ostentar la orden, sin ser miembro de la realeza o dignatario, fue el señor Mærsk Mc-Kinney Møller, empresario industrial y filántropo.

## Insignia y vestiduras
- El collar de la orden es de oro. Consiste en alternar elefantes y torres. En la portada de los elefantes hay una D que significa Dania, latín medieval para Dinamarca. Según los estatutos de la orden, el collar generalmente solo se usa el día de Año Nuevo (durante la Corte de Año Nuevo del monarca danés) y en ocasiones importantes (coronaciones o jubileos).
- La insignia de la orden es un elefante hecho de oro esmaltado en blanco con carcasas azules. Tiene unos 5 cm de alto. En su lomo, el elefante lleva una torre de reloj de mampostería esmaltada de color rosa rodeada por una hilera de pequeños diamantes cortados en la mesa en la parte inferior con otra hilera justo debajo de la almena en la parte superior. Frente a la torre y detrás de la cabeza del elefante (que tiene un diamante engastado en la frente y diamantes más pequeños para los ojos) está sentado un Moro mahout con un atuendo colorido y turbante, sosteniendo una vara dorada; en el lado derecho del elefante hay una cruz de cinco grandes diamantes de talla de mesa y en el lado izquierdo el elefante lleva el monograma coronado del monarca que reinaba cuando se hizo. En la parte superior de la torre hay un gran anillo de oro esmaltado del que se puede colgar la insignia del collar o atarla a la faja de la Orden. Hay alrededor de 72 elefantes en la cancillería de la Orden o en circulación. Se estima que, junto con un número desconocido de elefantes en museos de todo el mundo, el número total de elefantes es de aproximadamente cien.[4]
- La estrella de la orden es una estrella plateada de ocho puntas con rayos suaves. En su centro hay un disco esmaltado rojo con una cruz blanca.
- La faja de la orden es de Patrón de muaré de seda azul claro y 10 cm de ancho para hombres y 6 cm de ancho para mujeres. Se coloca en el hombro izquierdo con el elefante apoyado contra la cadera derecha. El collar no se usa cuando se usa la faja.

La orden originalmente tenía un hábito distintivo usado por los caballeros en ocasiones muy solemnes que consistía en un doblete blanco, calzones blancos, medias blancas y zapatos blancos, sobre los cuales se usaba un manto rojo con un forro blanco y con la estrella de la orden bordado en plata en el lado izquierdo. Sobre este manto rojo se usaba una capa de hombro blanca corta con un collar de pie, bordado con la dispersión de numerosas llamas doradas, sobre el cual se usaba el collar de la orden (el hábito siempre se usaba con el collar de la orden, nunca su cinta). El hábito también tenía un sombrero negro con un penacho de plumas de avestruz blancas y rojas. Este hábito era casi idéntico al usado por los caballeros de la Orden del Dannebrog.
Tras la muerte de un Caballero de la Orden del Elefante, se deben devolver las insignias de la orden. Hay algunas excepciones conocidas.
- París, museo de la cancillería- collar en exhibición
- Estados Unidos, Faja y Distintivo de Dwight D. Eisenhower, en exhibición en su biblioteca presidencial.

## Grados
La orden del Elefante tiene sólo una clase: caballero de la Orden del Elefante.

## Caballeros y miembros actuales de la Orden
Lista de Caballeros de la orden del Elefante en la actualidad (*):

### Federico IX
| Federico IX (1947-1972)  | Federico IX (1947-1972) | Federico IX (1947-1972) | Federico IX (1947-1972)                                                                                      | Federico IX (1947-1972) |
| Fecha                    | Imagen                  | Nombre                  | Título | País                    |
| ------------------------ | ----------------------- | ----------------------- | --- | ----------------------- |
| 20 de abril de 1947      |                         | Margarita               | Princesa de Dinamarca (1940–1972) Heredera Presuntiva de Dinamarca (1953–1972) Reina de Dinamarca(1972–2024) | Dinamarca               |
| 20 de abril de 1947      |                         | Benedicta               | Princesa de Dinamarca Princesa viuda de Sayn-Wittgenstein-Berleburg                                          | Dinamarca               |
| 20 de abril de 1947      |                         | Ana María               | Princesa de Dinamarca Reina consorte de los Helenos                                                          | Dinamarca               |
| 8 de agosto de 1953      |                         | Akihito                 | Emperador de Japón                                                                                           | Japón                   |
| 21 de febrero de 1958    |                         | Harald V                | Rey de Noruega                                                                                               | Noruega                 |
| 6 de septiembre de 1960  |                         | Sirikit                 | Reina madre de Tailandia                                                                                     | Tailandia               |
| 17 de febrero de 1961    |                         | Ingolf                  | Conde de Rosenborg                                                                                           | Dinamarca               |
| 4 de enero de 1962       |                         | Constantino II          | Rey de los Helenos (1964–1973)                                                                               | Grecia                  |
| 3 de mayo de 1963        |                         | Farah                   | Emperatriz consorte de Irán (1961–1979)                                                                      | Irán                    |
| 11 de septiembre de 1964 |                         | Irene                   | Princesa de Grecia y Dinamarca                                                                               | Grecia                  |
| 12 de enero de 1965      |                         | Carlos XVI Gustavo      | Príncipe Heredero de Suecia (1950–1973) Rey de Suecia (1973–)                                                | Suecia                  |
| 28 de septiembre de 1965 |                         | Masahito                | Príncipe de Japón                                                                                            | Japón                   |
| 18 de junio de 1968      |                         | Alberto II              | Rey de los belgas (1993–2013)                                                                                | Bélgica                 |

### Margarita II
| Margarita II (1972 - 2024) | Margarita II (1972 - 2024) | Margarita II (1972 - 2024)   | Margarita II (1972 - 2024)                                                         | Margarita II (1972 - 2024) |
| Fecha                      | Imagen                     | Nombre                       | Título                                                                             | País                       |
| -------------------------- | -------------------------- | ---------------------------- | ---------------------------------------------------------------------------------- | -------------------------- |
| 14 de enero de 1972        |                            | Federico                     | Príncipe heredero de Dinamarca (1972-2024) Rey de Dinamarca (2024-)                | Dinamarca                  |
| 14 de enero de 1972        |                            | Joaquín                      | Príncipe de Dinamarca                                                              | Dinamarca                  |
| 16 de enero de 1973        |                            | Cristina                     | Princesa de Suecia                                                                 | Suecia                     |
| 12 de febrero de 1973      |                            | Sonia                        | Reina Consorte de Noruega                                                          | Noruega                    |
| 30 de abril de 1974        |                            | Carlos III                   | Príncipe de Gales (1958-2022) Rey del Reino Unido (2022- )                         | Reino Unido                |
| 29 de octubre de 1975      |                            | Beatriz                      | Reina de los Países Bajos (1980–2013) Princesa de los Países Bajos (2013-presente) | Países Bajos               |
|                            |                            | Juan Carlos I                | Rey de España (1975–2014)                                                          | España                     |
| 17 de marzo de 1980        |                            | Sofía                        | Reina consorte de España (1975–2014) Princesa de Grecia y Dinamarca                | España Grecia              |
| 25 de febrero de 1981      |                            | Vigdís Finnbogadóttir        | Presidenta de la República de Islandia (1980-1996)                                 | Islandia                   |
| 25 de junio de 1984        |                            | António Ramalho Eanes        | Presidente de Portugal (1976-1986)                                                 | Portugal                   |
| 3 de septiembre de 1985    |                            | Silvia                       | Reina Consorte de Suecia                                                           | Suecia                     |
| 20 de julio de 1991        |                            | Haakon                       | Príncipe heredero de Noruega                                                       | Noruega                    |
| 9 de agosto de 1992        |                            | Ernesto                      | Príncipe de Hanóver y duque de Brunswick y Lüneburgo                               |                            |
| 13 de octubre de 1992      |                            | Marta Luisa                  | Princesa de Noruega                                                                | Noruega                    |
| 5 de julio de 1993         |                            | Lech Wałęsa                  | Presidente de Polonia (1990-1995)                                                  | Polonia                    |
| 16 de mayo de 1995         |                            | Paola                        | Reina consorte de los belgas (1993-2013)                                           | Bélgica                    |
| 14 de julio de 1995        |                            | Victoria                     | Princesa heredera de Suecia, duquesa de Västergötland                              | Suecia                     |
| 17 de noviembre de 1995    |                            | Alejandra                    | Condesa de Frederiksborg                                                           | Hong Kong británico        |
| 18 de noviembre de 1996    |                            | Ólafur Ragnar Grímsson       | Presidente de Islandia (1996-2016)                                                 | Islandia                   |
| 14 de enero de 1997        |                            | Pablo                        | Príncipe heredero de Grecia Duque de Esparta Príncipe de Dinamarca                 | Grecia Dinamarca           |
| 18 de marzo de 1997        |                            | Guntis Ulmanis               | Presidente de Letonia (1993-1999)                                                  | Letonia                    |
| 31 de enero de 1998        |                            | Guillermo Alejandro          | Rey de los Países Bajos                                                            | Países Bajos               |
| 27 de abril de 1998        |                            | Noor                         | Reina viuda de Jordania                                                            | Jordania                   |
| 2 de junio de 1998         |                            | Michiko                      | Emperatriz Consorte de Japón (1989–2019)                                           | Japón                      |
| 3 de mayo de 1999          |                            | Fernando Henrique Cardoso    | Presidente de Brasil (1995-2002)                                                   | Brasil                     |
| 23 de mayo de 2000         |                            | Emil Constantinescu          | Presidente de Rumania (1996-2000)                                                  | Rumania                    |
| 17 de octubre de 2000      |                            | Petar Stoyanov               | Presidente de Bulgaria (1997-2002)                                                 | Bulgaria                   |
| 7 de febrero de 2001       |                            | Maha Vajiralongkorn          | Rey de Tailandia                                                                   | Tailandia                  |
| 3 de abril de 2001         |                            | Tarja Halonen                | Presidenta de Finlandia (2000-2012)                                                | Finlandia                  |
| 10 de octubre de 2001      |                            | Milan Kučan                  | Presidente de Eslovenia (1991-2002)                                                | Eslovenia                  |
| 28 de mayo de 2002         |                            | Felipe                       | Rey de los belgas                                                                  | Bélgica                    |
| 20 de octubre de 2003      |                            | Enrique                      | Gran Duque de Luxemburgo                                                           | Luxemburgo                 |
| 20 de octubre de 2003      |                            | María Teresa                 | Gran Duquesa consorte de Luxemburgo                                                | Luxemburgo                 |
| 16 de marzo de 2004        |                            | Ion Iliescu                  | Presidente de Rumania (1989-1996)                                                  | Rumania                    |
| 9 de mayo de 2004          |                            | María Isabel                 | Princesa heredera consorte de Dinamarca                                            | Dinamarca                  |
| 16 de noviembre de 2004    |                            | Naruhito                     | Emperador de Japón                                                                 | Japón                      |
| 29 de marzo de 2006        |                            | Georgi Parvanov              | Presidente de Bulgaria (2002-2012)                                                 | Bulgaria                   |
| 12 de septiembre de 2007   |                            | Lula da Silva                | Presidente de Brasil (2003-2010)                                                   | Brasil                     |
| 18 de febrero de 2008      |                            | Felipe Calderón Hinojosa     | Presidente de los Estados Unidos Mexicanos (2006-2012)                             | México                     |
| 24 de mayo de 2008         |                            | María                        | Princesa consorte de Dinamarca Condesa de Monpezat                                 | Dinamarca                  |
| 11 de mayo de 2011         |                            | Lee Myung-bak                | Presidente de Corea del Sur (2008-2013)                                            | Corea del Sur              |
| 23 de octubre de 2012      |                            | Ivan Gašparovič              | Presidente de Eslovaquia (2004-2014)                                               | Eslovaquia                 |
| 4 de abril de 2013         |                            | Sauli Niinistö               | Presidente de Finlandia (2012-)                                                    | Finlandia                  |
| 17 de mayo de 2014         |                            | Mette-Marit                  | Princesa heredera de Noruega                                                       | Noruega                    |
| 21 de octubre de 2014      |                            | Ivo Josipović                | Presidente de Croacia (2010 - 2015)                                                | Croacia                    |
| 17 de marzo de 2015        |                            | Máxima                       | Reina consorte de los Países Bajos                                                 | Países Bajos               |
| 13 de abril de 2016        |                            | Enrique Peña Nieto           | Presidente de los Estados Unidos Mexicanos (2012 - 2018)                           | México                     |
| 24 de enero de 2017        |                            | Guðni Thorlacius Jóhannesson | Presidente de Islandia (2016 - )                                                   | Islandia                   |
| 28 de marzo de 2017        |                            | Matilde                      | Reina consorte de los belgas                                                       | Bélgica                    |
| 28 de agosto de 2018       |                            | Emmanuel Macron              | Presidente de la República Francesa (2017 - )                                      | Francia                    |
| 21 de enero de 2022        |                            | Ingrid Alexandra de Noruega  | Princesa de Noruega                                                                | Noruega                    |
| 15 de octubre de 2023      |                            | Cristián                     | Principe de Dinamarca                                                              | Dinamarca                  |
| 6 de noviembre de 2023     |                            | Felipe VI                    | Rey de España                                                                      | España                     |
| 6 de noviembre de 2023     |                            | Letizia                      | Reina consorte de España                                                           | España                     |

### Federico X
| Federico X (2024-)     | Federico X (2024-) | Federico X (2024-) | Federico X (2024-)      | Federico X (2024-) |
| Fecha                  | Imagen             | Nombre             | Título                  | País               |
| ---------------------- | ------------------ | ------------------ | ----------------------- | ------------------ |
| 14 de enero de 2024    |                    | Isabel             | Princesa de Dinamarca   | Dinamarca          |
| 14 de enero de 2024    |                    | Vicente            | Príncipe de Dinamarca   | Dinamarca          |
| 14 de enero de 2024    |                    | Josefina           | Princesa de Dinamarca   | Dinamarca          |
| 6 de mayo de 2024      |                    | Daniel             | Príncipe de Suecia      | Suecia             |
| 8 de octubre de 2024   |                    | Halla Tómasdóttir  | Presidenta de Islandia  | Islandia           |
| 5 de diciembre de 2024 |                    | Abdelfatah El-Sisi | Presidente de Egipto    | Egipto             |
| 4 de marzo de 2025     |                    | Alexander Stubb    | Presidente de Finlandia | Finlandia          |

(*) Lista actualizada al 4 de marzo de 2025, independientemente del cargo o puesto que ocupaban al momento de ser condecorados.